# Phlyctimantis leonardi
Phlyctimantis leonardi és una espècie de granota de la família dels hiperòlids que viu a la República del Congo, República Democràtica del Congo, Guinea Equatorial, Gabon i, possiblement també, a Angola.
Està amenaçada d'extinció per la pèrdua del seu hàbitat natural.